# Cneo Arrio Cornelio Próculo
Cneo o Gneo Arrio Cornelio Próculo  fue un senador romano del siglo II, que desarrolló su carrera política bajo los emperadores Adriano, y Antonino Pío.

## Familia
La combinación del praenomen y el nomen de Próculo, llevó a Olli Salomies a observar, "Los Gneo Arrios, a diferencia de los Gneo Cornelios, son escasos, pero se documenta hay un Gneo Arrio Antonino, cónsul en 69 ... y (¿nieto de Antonino?)' un Cneo Arrio Augur cónsul en 121. Salomies está de acuerdo con Edmund Groag en que existe una conexión entre Próculo y Gneo Arrio Augur, quizás el primero era nieto de este último por adopción, en oposición a la posibilidad de que "fuera un Gneo Cornelio cuya madre, o algún otro pariente, fuera de la gens Arria".

## Carrera pública
Próculo fue legado imperial de Licia-Panfilia entre los años 138/139 y 139/140  y ocupó el consulado sufecto en el año 145 junto con Décimo Junio Peto.